# 잔 다라
《잔 다라》(태국어: จัน ดารา, 영어: Jan Dara)는 태국에서 제작된 논지 니미부트르 감독의 2001년 드라마, 멜로/로맨스 영화이다. 수위니트 판자마와트 등이 주연으로 출연하였고 허월진 등이 제작에 참여하였다.

## 출연

### 주연
- 수위니트 판자마와트
- 종려시

### 조연
- 파사라와린 팀쿨

## 기타
- 원작자: Utsana Phleungtham
- 미술: Ek Iemchuen